# 竹下忠良
竹下 忠良（たけした ただよし、1980年1月30日 - ）は佐賀県出身の日本の柔道家。90kg級の選手。身長は176cm。

## 経歴
講道学舎に入塾すると、弦巻中学1年の時に近代柔道杯で3位となった。2年の時には近代柔道杯の決勝で国士舘中学を破って優勝を飾った。3年の時には全国中学校柔道大会の決勝で小杉南中学と対戦すると、代表戦で一本勝ちを収めてチームを優勝へ導くとともに、個人戦の78kg級でも勝利して2冠を達成した。マルちゃん杯の個人戦無差別では決勝で静充館柔道場の落合幸治を破って優勝したが、団体戦では決勝で国士舘中学に敗れて中学団体3冠(近代柔道杯、全国中学校柔道大会、マルちゃん杯)はならなかった。
世田谷学園高校1年の時には高校選手権の決勝で井上康生率いる東海大相模高校に敗れて2位にとどまった。2年の時には金鷲旗の決勝で東海大相模高校を破って優勝すると、高校選手権でも決勝で国士舘高校を破って優勝を成し遂げた。3年の時には金鷲旗の決勝で国士舘高校に敗れたが、インターハイ団体戦では中学からの同級生である保立淳や高校から加入した落合幸治、1学年下の棟田康幸などとともに活躍して優勝を飾った。個人戦軽重量級でも決勝で流通経済大柏高校2年の矢嵜雄大を判定で破って2冠を達成した。
1998年には日体大へ進学すると、1年の時には全日本ジュニア90kg級の決勝で矢嵜に敗れて2位にとどまった。2年の時には全日本ジュニアと正力杯で3位だったものの、講道館杯では決勝で綜合警備保障の有川光誠を破って優勝を飾った。3年の時には体重別で3位になった。体重別団体とオーストリア国際でも3位だった。4年の時にはアジア選手権と体重別で3位となった。
2002年からは日本道路公団の所属となったが、学生時代のような活躍は見られなかった。2010年には韓国の女性と結婚した。
現在は長崎県立鹿町工業高等学校の体育教師として、活躍している。

## 主な戦績
- 1993年 -　近代柔道杯　3位
- 1994年 -　近代柔道杯　優勝
- 1994年 -　全国中学校柔道大会　個人戦78kg級　優勝　団体戦　優勝
- 1994年 -　マルちゃん杯　個人戦無差別　優勝　団体戦　2位
- 1996年 -　高校選手権　2位
- 1996年 -　金鷲旗　優勝
- 1997年 -　高校選手権　優勝
- 1997年 -　金鷲旗　2位
- 1997年 -　インターハイ　個人戦軽重量級　優勝　団体戦　優勝

90kg級での戦績　
- 1998年 -　全日本ジュニア　2位
- 1999年 -　全日本ジュニア　3位
- 1999年　- 正力杯　3位
- 1999年　- 講道館杯　優勝
- 2000年 -　体重別　3位
- 2000年　- 体重別団体　3位
- 2001年　- オーストリア国際　3位
- 2001年　- アジア選手権　3位
- 2001年　- 体重別団体　3位

(出典、JudoInside.com)。